# NGC 328
NGC 328 (również PGC 3399) – galaktyka spiralna z poprzeczką (SBa), znajdująca się w gwiazdozbiorze Feniksa. Odkrył ją John Herschel 5 września 1836 roku.